# Lee Jong-won (cầu thủ bóng đá)
Đây là một tên người Triều Tiên, họ là Lee.
Lee Jong-Won (tiếng Hàn Quốc: 이종원; sinh ngày 14 tháng 3 năm 1989) là một cầu thủ bóng đá Hàn Quốc, hiện tại thi đấu cho Sangju Sangmu ở vị trí tiền vệ.

## Sự nghiệp câu lạc bộ
Choo gia nhập Busan I'Park với tư cách cầu thủ được lựa chọn từ Đại học Sungkyunkwan cho mùa giải K League 2011. Lee có lần ra sân đầu tiên cho Busan trước Gangwon FC ở vòng 4 của Cúp Liên đoàn bóng đá Hàn Quốc 2011, thi đấu toàn bộ 90 phút. Ở vòng tiếp theo của giải cúp, trước Chunnam Dragons, Lee ghi bàn thắng duy nhất của trận đấu giúp Busan giành chiến thắng. Màn ra mắt K League diễn ra ngày 15 tháng 5 năm 2011, khi vào sân từ ghế dự bị trong trận đấu với Incheon United.

## Thống kê sự nghiệp câu lạc bộ
Tính đến 4 tháng 12 năm 2013
| Thành tích câu lạc bộ | Thành tích câu lạc bộ | Thành tích câu lạc bộ | Giải vô địch | Giải vô địch | Cúp     | Cúp       | Cúp Liên đoàn | Cúp Liên đoàn | Tổng cộng | Tổng cộng |
| Mùa giải              | Câu lạc bộ            | Giải vô địch          | Số trận      | Bàn thắng    | Số trận | Bàn thắng | Số trận       | Bàn thắng     | Số trận   | Bàn thắng |
| Hàn Quốc              | Hàn Quốc              | Hàn Quốc              | Giải vô địch | Giải vô địch | Cúp KFA | Cúp KFA   | Cúp Liên đoàn | Cúp Liên đoàn | Tổng cộng | Tổng cộng |
| --------------------- | --------------------- | --------------------- | ------------ | ------------ | ------- | --------- | ------------- | ------------- | --------- | --------- |
| 2011                  | Busan I'Park          | K League 1            | 1            | 0            | 1       | 0         | 3             | 1             | 5         | 1         |
| 2012                  | Busan I'Park          | K League 1            | 37           | 2            | 3       | 1         | -             | -             | 40        | 3         |
| 2013                  | Busan I'Park          | K League 1            | 11           | 0            | 0       | 0         | -             | -             | 11        | 0         |
| 2013                  | Seongnam Ilhwa Chunma | K League 1            | 13           | 4            | 0       | 0         | -             | -             | 13        | 4         |
| Tổng cộng sự nghiệp   | Tổng cộng sự nghiệp   | Tổng cộng sự nghiệp   | 62           | 6            | 4       | 1         | 3             | 1             | 69        | 8         |